# Les Membres et l'Estomac
Les Membres et l'Estomac est la deuxième fable du livre III de Jean de La Fontaine situé dans le premier recueil des Fables de La Fontaine, édité pour la première fois en 1668.

## Description
Dans ce texte inspiré par l'apologue des membres et de l'estomac de Ménénius Agrippa, La Fontaine fait l'éloge de la grandeur royale où les membres travaillent trop juste pour l'estomac, tout comme l'artisan pour la garde royale. Il montre la révolte avec les membres contre l'estomac tout comme la plèbe contre le sénat pour montrer quel danger menace le pays, si tous ne travaillent pas à l'intérêt commun du peuple.

## La fable
Les Membres et l'Estomac (Livre III, 2) (1668) par Jean de La Fontaine (1621-1695)
Je devais par la Royauté

Avoir commencé mon Ouvrage.

À la voir d'un certain côté,

Messer Gaster en est l'image.

S'il a quelque besoin, tout le corps s'en ressent.

De travailler pour lui les membres se lassant,

Chacun d'eux résolut de vivre en Gentilhomme,

Sans rien faire, alléguant l'exemple de Gaster.

Il faudrait, disaient-ils, sans nous qu'il vécût d'air.

Nous suons, nous peinons, comme bêtes de somme.

Et pour qui ? Pour lui seul ; nous n'en profitons pas :

Notre soin n'aboutit qu'à fournir ses repas.

Chommons, c'est un métier qu'il veut nous faire apprendre.

Ainsi dit, ainsi fait. Les mains cessent de prendre,

Les bras d'agir, les jambes de marcher.

Tous dirent à Gaster qu'il en allât chercher.

Ce leur fut une erreur dont ils se repentirent.

Bientôt les pauvres gens tombèrent en langueur ;

Il ne se forma plus de nouveau sang au cœur :

Chaque membre en souffrit, les forces se perdirent.

Par ce moyen, les mutins virent

Que celui qu'ils croyaient oisif et paresseux,

À l'intérêt commun contribuait plus qu'eux.

Ceci peut s'appliquer à la grandeur Royale.

Elle reçoit et donne, et la chose est égale.

Tout travaille pour elle, et réciproquement

Tout tire d'elle l'aliment.

Elle fait subsister l'artisan de ses peines,

Enrichit le Marchand, gage le Magistrat,

Maintient le Laboureur, donne paie au soldat,

Distribue en cent lieux ses grâces souveraines,

Entretient seule tout l'État.

Ménénius le sut bien dire.

La Commune s'allait séparer du Sénat.

Les mécontents disaient qu'il avait tout l'Empire,

Le pouvoir, les trésors, l'honneur, la dignité ;

Au lieu que tout le mal était de leur côté,

Les tributs, les impôts, les fatigues de guerre.

Le peuple hors des murs était déjà posté,

La plupart s'en allaient chercher une autre terre,

Quand Ménénius leur fit voir

Qu'ils étaient aux membres semblables,

Et par cet apologue, insigne entre les Fables,

Les ramena dans leur devoir.